# Karlssteg
Der Karlssteg ist eine 136,5 Meter lange Fußgängerbrücke in Freiburg im Breisgau. Die Spannbandkonstruktion hat Stützweiten von 25,50 + 30,00 + 30,45 m. Ein nur 25 cm dickes Betonband mit 60 durchhängenden Spanngliedern im Inneren führt vom Karlsplatz zum Stadtgarten. Bei hohen Temperaturen kann das Spannband bis zu 40 cm durchhängen. Im September 1969 wurde mit dem Bau begonnen, im Januar 1970 standen bereits die Stützen und im Juni zur 850-Jahr-Feier der Stadt wurde der Karlssteg – konstruiert vom Ingenieur H. Nehse – als erste Brücke dieser Art in Deutschland dem Verkehr übergeben. Im selben Jahr wurden auch der Mozart-, Hermann- und Schwabentorsteg eröffnet, die aber in weniger spektakulärer Bauart über die Mozartstraße bzw. den Schlossbergring führen.

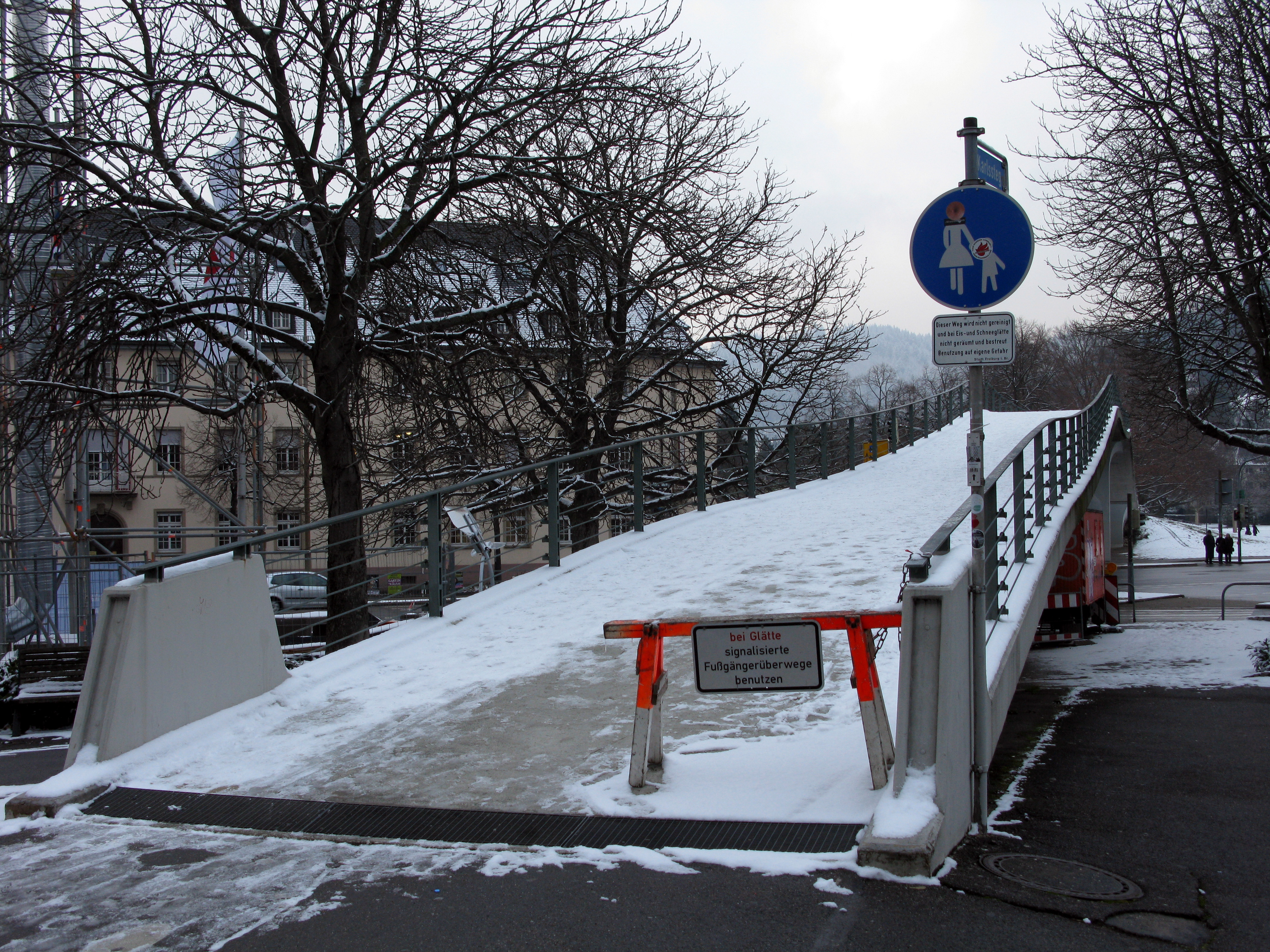
Karlssteg mit Warntafel im Winter

Bei der Eröffnung stand ein vier Tonnen schweres Baufahrzeug neben Oberbürgermeister Eugen Keidel auf der 664.000 DM teuren Brücke, um die Tragfähigkeit zu demonstrieren. Probleme bereitet der Kunstharzbelag auf der Brücke, der sich aufgrund deren Eigenbewegung vom Beton löst und in den vergangenen Jahren mehrmals saniert werden musste. Auch verträgt der Belag kein Streusalz. Daher sollen bei Schnee und Eis Barrieren mit Warnschildern die Fußgänger am Betreten der Brücke hindern. Anfangs wurde der Einbau einer Heizungsanlage diskutiert, jedoch aufgrund der Kosten nicht realisiert.
In einem Urheberrechtsstreit spielte diese Brücke 2006 eine Rolle. Der Fotograf Karl-Heinz Raach fotografierte 1990 das Freiburger Münster mit dem Karlssteg im Vordergrund. Diese Foto wurde als Postkarte und in einem Freiburg-Bildband veröffentlicht. Vom selben Standpunkt aus wurde das Foto für einen Kalender der Volksbank Freiburg für das Jahr 2003 von einer anderen Berufsfotografin nachgestellt. Dagegen hatte Raach geklagt und bekam in zweiter Instanz Recht.